# Anlu
Pour l’article homonyme, voir Anlu (pratique du Cameroun).
Anlu (安陆 ; pinyin : Ānlù) est une ville de la province du Hubei en Chine. C'est une ville-district placée sous la juridiction administrative de la ville-préfecture de Xiaogan.

## Démographie
La population du district était de 616 567 habitants en 1999.